# Comuna Livezi, Bacău
Livezi (în trecut, Valea Rea și Târgul Valea Rea) este o comună în județul Bacău, Moldova, România, formată din satele Bălăneasa, Livezi (reședința), Orășa, Poiana, Prăjoaia și Scăriga.

## Așezare
Comuna se află în centrul județului, în depresiunea Tazlău-Cașin, pe malurile râului Tazlău. Este străbătută de șoseaua națională DN11, care leagă Bacăul de Onești. Din acest drum, la Livezi se ramifică șoseaua județeană DJ117, care duce spre vest și nord la Berzunți, Poduri și Moinești (unde se termină în DN2G).

## Demografie
Componența etnică a comunei Livezi
     Români (91,19%)
     Romi (3,47%)
     Alte etnii (0,16%)
     Necunoscută (5,18%)
Componența confesională a comunei Livezi
     Ortodocși (82,55%)
     Romano-catolici (4,95%)
     Penticostali (3,14%)
     Adventiști (1,28%)
     Alte religii (2,81%)
     Necunoscută (5,28%)
Conform recensământului efectuat în 2021, populația comunei Livezi se ridică la 5.094 de locuitori, în creștere față de recensământul anterior din 2011, când fuseseră înregistrați 5.038 de locuitori. Majoritatea locuitorilor sunt români (91,19%), cu o minoritate de romi (3,47%), iar pentru 5,18% nu se cunoaște apartenența etnică. Din punct de vedere confesional, majoritatea locuitorilor sunt ortodocși (82,55%), cu minorități de romano-catolici (4,95%), penticostali (3,14%) și adventiști (1,28%), iar pentru 5,28% nu se cunoaște apartenența confesională.

## Politică și administrație
Comuna Livezi este administrată de un primar și un consiliu local compus din 15 consilieri. Primarul, Sorin Ichim[*], de la Partidul Național Liberal, este în funcție din octombrie 2020. Începând cu alegerile locale din 2024, consiliul local are următoarea componență pe partide politice:
|  | Partid                          | Consilieri | Componența Consiliului | Componența Consiliului | Componența Consiliului | Componența Consiliului | Componența Consiliului | Componența Consiliului |
|  | ------------------------------- | ---------- | ---------------------- | ---------------------- | ---------------------- | ---------------------- | ---------------------- | ---------------------- |
|  | Partidul Național Liberal       | 6          |                        |                        |                        |                        |                        |                        |
|  | Uniunea Salvați România         | 3          |                        |                        |                        |                        |                        |                        |
|  | Partidul Social Democrat        | 3          |                        |                        |                        |                        |                        |                        |
|  | Partidul S.O.S. România         | 2          |                        |                        |                        |                        |                        |                        |
|  | Alianța pentru Unirea Românilor | 1          |                        |                        |                        |                        |                        |                        |

## Istorie
La sfârșitul secolului al XIX-lea, comuna purta numele de Târgu Valea Rea, era reședința plășii Tazlăul de Jos a județului Bacău și era formată din satele Orășa Mare, Valea Rea-Sat, Valea Rea-Târg, Bălăneasa, Lunca, Scăriga, Poiana și Vrăbieni, având în total 2241 de locuitori. În comună funcționau o școală mixtă înființată în 1864, trei biserici ortodoxe (la Poiana, Bălăneasa și Orășa Mare) și una catolică la Bălăneasa. Anuarul Socec din 1925 o consemnează cu numele de Valea Rea în plasa Tazlău a aceluiași județ, având 2760 de locuitori în satele Orășa, Poiana, Valea Rea, Valea Rea-Târg și în cătunele Lunca și Scăriga.
În 1950, comuna a trecut în administrarea raionului Târgu Ocna din regiunea Bacău, iar în 1968 a primit denumirea de Livezi, în vreme ce satele Valea Rea-Sat și Valea Rea-Târg au primit respectiv denumirile de Livezi-Vale și Livezi-Deal. În 1968, comuna Livezi a revenit la județul Bacău, reînființat; tot atunci satele Livezi-Vale și Livezi-Deal au fost comasate pentru a forma satul Livezi, iar satul Lunca a fost desființat și comasat cu satul Prăjoaia.

## Monumente istorice
Trei obiective din comuna Livezi sunt incluse în lista monumentelor istorice din județul Bacău ca monumente de interes local. Două dintre ele sunt situri arheologice: așezarea eneolitică aparținând culturii Cucuteni și aflată la sud de satul Bălăneasa și așezarea din Epoca Bronzului târziu (cultura Noua), aflată la 2 km sud-vest de același sat, pe malul Tazlăului. Al treilea obiectiv, clasificat ca monument de arhitectură, este biserica de lemn „Sfântul Dumitru” din satul Poiana, biserică construită în 1814.

## Personalități
- Simona Nicoleta Lazăr (n. 1968), scriitor și jurnalist.
- Eugen Wendel (n. 1934), compozitor